# Union (Missouri)
Union is een plaats (city) in de Amerikaanse staat Missouri, en valt bestuurlijk gezien onder Franklin County.

## Demografie
Bij de volkstelling in 2000 werd het aantal inwoners vastgesteld op 7757.
In 2006 is het aantal inwoners door het United States Census Bureau geschat op 9447, een stijging van 1690 (21,8%).

## Geografie
Volgens het United States Census Bureau beslaat de plaats een oppervlakte van
20,9 km², geheel bestaande uit land. Union ligt op ongeveer 233 m boven zeeniveau.

## Plaatsen in de nabije omgeving
De onderstaande figuur toont nabijgelegen plaatsen in een straal van 20 km rond Union.